# Гайдар, Тимур Аркадьевич
Тиму́р Арка́дьевич Гайда́р (первоначально носил фамилию матери Соломянский; 8 декабря 1926, Архангельск — 23 декабря 1999, Москва) — советский и российский журналист и писатель, член Союза писателей СССР. Контр-адмирал запаса.

## Биография
Сын советского писателя Аркадия Петровича Гайдара и его второй жены Лии Лазаревны Соломянской.
Тимур Гайдар окончил Ленинградское высшее военно-морское училище в 1948 году, факультет журналистики Военно-политической академии им. Ленина в 1954 году. Служил на подводной лодке в составе Балтийского и Тихоокеанского флотов. Позднее работал в газетах «Советский флот» и «Красная Звезда», а с 1957 года — в газете «Правда», где работал в военном отделе, а с 1972 года стал его заведующим, был собственным корреспондентом «Правды» на Кубе, в Югославии и в Афганистане. Публиковался также в «Московских новостях» и в «Известиях», был членом редколлегии журнала «Пионер». Работал в Белграде с 1965 по 1971 год.

## Семья
Был женат на дочери известного писателя Павла Петровича Бажова Ариадне Павловне Бажовой, сын — Егор Тимурович Гайдар, исполнявший обязанности председателя Правительства России в 1992 году, пасынок и приёмный сын — Никита Матвеевич Бажов.
С 1967 по 1997 год  Т. А. Гайдар жил с семьёй в ЖСК «Советский писатель»: Красноармейская улица, д. 21 (до 1969: 1-я Аэропортовская ул., д. 20).
Тимур Аркадьевич Гайдар был Почётным гостем и активным помощником Московского Дворца пионеров и школьников имени А. П. Гайдара, расположенного в московском районе Текстильщики.
В последние годы Тимур Гайдар жил в писательском посёлке Красновидово, там с вертолёта был развеян его прах.

## Воспоминания современников
Михаил Полторанин так вспоминает Тимура Гайдара:

Тимура — отца Егора я хорошо знал по совместной работе в «Правде». Он ведал военным отделом и держался от всех чуть в стороне. Когда-то служил на флоте, там получил воинское звание и, работая позже корреспондентом «Правды» на Кубе, в Югославии и других местах, получал новые звездочки офицера запаса. Отдел он возглавлял уже в мундире с погонами капитана первого ранга.

На одну из редакционных планёрок Тимур пришёл в новенькой форме контр-адмирала. Сел среди нас на стул в глубине зала. Планёрка шла как обычно, а когда заканчивалась, кто-то громко сказал главному редактору «Правды» Афанасьеву:

— Виктор Григорьевич, а Гайдар у нас получил звание контр-адмирала…

— Да? — воскликнул Афанасьев и, оглядывая зал, увидел Гайдара. — Встань, покажись народу, Тимур!

Гайдар поднялся — низенький, толстенький, лицо и лысина — цвета буряка. Нашего коллегу, должно быть, постоянно мучило высокое давление.

Афанасьев долго смотрел на него оценивающим взглядом, потом ехидно сказал:

— Да, Тимур, на контру ты, конечно, похож. А вот на адмирала — нисколько!

## Награды и память
- орден Красной Звезды
- орден «Знак Почёта»
  - Медали, в том числе:
  - «За боевые заслуги»;
  - «За победу над Германией в Великой Отечественной войне 1941—1945 гг.»;
  - «Ветеран Вооружённых Сил СССР»;
  - «За безупречную службу» 1-й степени.
- Почётный гражданин города Междуреченска (1985)[7].
- Лауреат Гайдаровской премии 1981 года[8] — за большую работу по военно-патриотическому воспитанию детей и подростков.
- Один из приютов популярного туристического маршрута в районе Поднебесных Зубьев назван в честь контр-адмирала Т. А. Гайдара — приют «Адмиральский».